# 22 октября
22 октября — 295-й день года (296-й в високосные годы) по григорианскому календарю.
До конца года остаётся 70 дней.
До 15 октября 1582 года — 22 октября по юлианскому календарю, с 15 октября 1582 года — 22 октября по григорианскому календарю.
В XX и XXI веках соответствует 9 октября по юлианскому календарю.

## Праздники и памятные дни

### Международные
- Международный день заикающихся людей.
- Международный день клавиши Caps Lock.

### Национальные
- Россия — День финансово-экономической службы Вооруженных сил РФ
  -  Дагестан — Праздник белых журавлей[2]
- Австралия — День вомбата[3]
- Египет — Фестиваль солнца в Абу-Симбеле[4]

### Религиозные
Православие
 — Память апостола Иакова Алфеева (I век);
 — память преподобного Андроника и жены его Афанасии (V век);
 — память праведного Авраама праотца и племянника его Лота (2000 год до н. э.);
 — память мучеников Еввентия (Иувентина) и Максима воинов (361—363 годы);
 — память святой Поплии исповедницы, диакониссы Антиохийской (около 361—363 годы);
 — память преподобного Петра Галатийского (IX век);
 — память священномучеников Константина Сухова и Петра Вяткина, пресвитеров (1918 год);
 — память священномученика Константина Аксёнова, пресвитера (1937 год);
 — обретение мощей преподобноисповедника Севастиана Карагандинского (Фомина), архимандрита (1997 год);
 — празднование Корсунской иконы Божьей Матери:
 — чтимые списки в Исаакиевском соборе, Суздале, Пилатиках, Угличе, Нежине, Усмани, Глинкове, Нижнем Новгороде;
 — обретение мощей (2008 год) Иова Угольского, архимандрита, преподобного (+ 1985 год) (УПЦ МП).

## События

### До XIX века
- 794 — император Камму перенёс столицу Японии в Хэйан-кё (ныне — Киото)
- 1618 — королевский суд Англии приговорил полководца, философа, учёного Уолтера Рэли к казни за вольнодумство.
- 1702 — русские войска во главе с Петром I взяли штурмом крепость Нотебург.
- 1730 — открыт Ладожский канал.
- 1739 — началась война за ухо Дженкинса между Британией и Испанией
- 1790 — Северо-западная индейская война: завершилась кампания Хармара
- 1797 — французский воздухоплаватель Андре-Жак Гарнерен совершил первый в истории прыжок с парашютом с летательного аппарата — воздушного шара (прыжок совершён с высоты 1000 м над одним из парков Парижа).

### XIX век

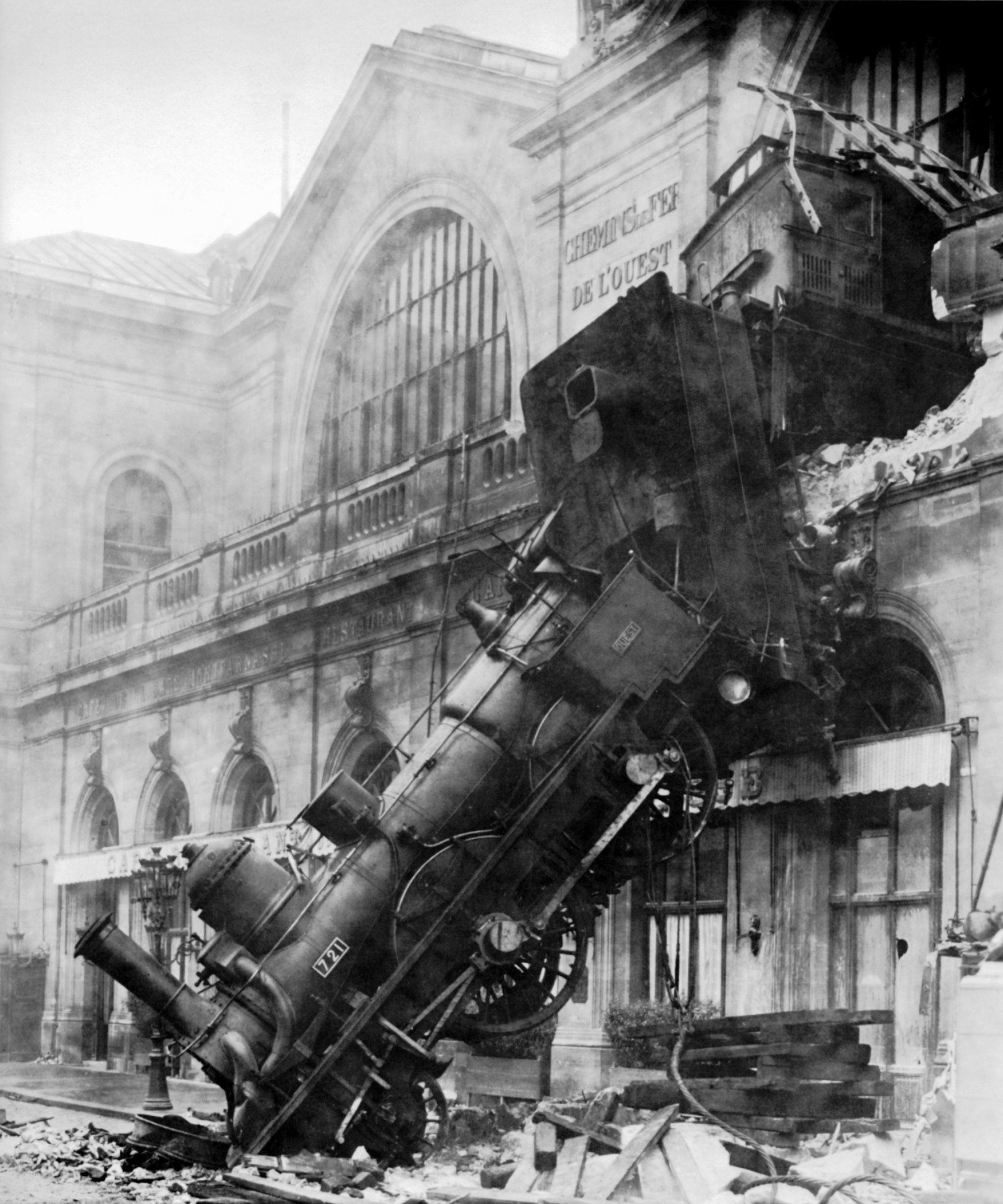
Крушение на вокзале Монпарнас

- 1822 — в России впервые было открыто Училище Топографов.
- 1836 — Сэм Хьюстон стал первым губернатором Техаса
- 1842 — ювелир Густав Фаберже открыл в Санкт-Петербурге ювелирную мастерскую.
- 1844 — Второе пришествие Христа и наступление тысячелетнего царства божия, по мнению членов секты, основанной бывшим офицером армии США баптистом Уильямом Миллером.
- 1878
  - В Англии прошёл первый матч по регби при искусственном освещении.
  - Разгром центра «Земли и Воли».
- 1883 — в Нью-Йорке открылась «Метрополитен-Опера». В первый вечер звучала опера Гуно «Фауст».
- 1895 — крушение на вокзале Монпарнас (на илл.) — одно из самых известных в истории.

### XX век
- 1904 — Гулльский инцидент: русская эскадра, направлявшаяся из Балтийского моря на Дальний Восток, потопила два английских рыболовных судна в Северном море.
- 1905 — венчание Евгения Вахтангова и Надежды Байцуровой в церкви Бориса и Глеба на Арбатской площади в Москве.
- 1907 — бегство вкладчиков из Knickerbocker Trust Company, банковская паника 1907 года.
- 1909 — впервые женщина — француженка Элиза Дерош — совершила одиночный полёт на самолёте.
- 1918 — в Союз советских журналистов поступило заявление: «Прошу зачислить меня в члены профессионального Союза советских журналистов. Вл. Ульянов (Ленин)». Просьбу удовлетворили.
- 1919 — большевистские формирования под Петроградом, использовав многократное численное превосходство, нанесли поражение белой Северо-Западной армии генерала Юденича.
- 1922
  - ВСНХ организовал при ЦАГИ комиссию по постройке металлических самолётов — официальная дата основания старейшего в России и в мире авиационного конструкторского бюро А. Н. Туполева (ныне ОАО «Туполев»).
  - Последний солдат армии интервентов покинул Владивосток.
- 1934 — агенты ФБР застрелили в Огайо Красавчика Флойда.
- 1935 — в Малом оперном театре в Ленинграде состоялась премьера оперы И. Дзержинского «Тихий Дон».
- 1936
  - Канада подписала торговый договор с нацистской Германией.
  - Первый полёт британской скоростной летающей лодки «Shorts S-23 Empire». Этот четырёхмоторный гидроплан мог развивать скорость 322 км/ч.
- 1938 — американский изобретатель Честер Карлсон продемонстрировал свой аппарат для получения копий бумажных документов.
- 1941 — Государственный комитет обороны СССР принял постановление о создании городских комитетов обороны в Севастополе, Сталинграде, Туле, Ростове, Курске — всего в 46 городах.
- 1942 — советские войска уничтожили немецко-финский десант, пытавшийся захватить остров Сухо и прервать Ладожскую коммуникацию, по которой шло снабжение Ленинграда.
- 1943 — южнее и юго-восточнее города Кременчуг советские войска овладели районным центром Днепропетровской области городом Верхнеднепровск, а также заняли более 50 других населённых пунктов.
- 1944 — войска Карельского фронта вышли на государственную границу СССР c Норвегией.
- 1945 — свадьба вице-президента Аргентины генерала Хуана Доминго Перона и актрисы Евы Марии Дуарте.
- 1952 — впервые полностью напечатана еврейская Тора на английском языке.
- 1955
  - Извержение вулкана Безымянный на Камчатке.
  - Совершил первый полёт самолёт F-105 «Тандерчиф».
  - Вышло постановление Совета Министров СССР «О начале работ по созданию ПЛА проекта 645», началось создание АПЛ К-27 (первое применение РЖМТ).
- 1957 — на Гаити состоялись президентские и парламентские выборы, которые проходили под контролем со стороны военных. Президентом страны был избран Франсуа Дювалье.
- 1962
  - Президент США Джон Кеннеди выступил с заявлением об объявлении воздушной и морской блокады Кубы, на которой были обнаружены советские ракеты.
  - В разгар Карибского кризиса арестован полковник ГРУ, двойной агент, Олег Пеньковский.
- 1964 — Французский философ и писатель Жан-Поль Сартр отказался от Нобелевской премии.
- 1965 — на экраны Италии и Франции одновременно вышел новый фильм Федерико Феллини «Джульетта и духи», ставший первой цветной лентой мастера.
- 1966 — СССР запустил спутник «Луна-12».
- 1968 — завершён полёт американского космического корабля «Аполлон-7». Это был первый пилотируемый полёт кораблей данной серии.
- 1969 — вышел альбом группы Led Zeppelin Led Zeppelin II, который стал первым в Великобритании и США, а в 1970 году группа была названа лучшим коллективом года, прервав многолетнюю гегемонию распавшихся к тому моменту «The Beatles».
- 1970 — вышел фильм Бернардо Бертолуччи «Конформист» по роману Альберто Моравиа с Жаном-Луи Трентиньяном и Стефанией Сандрелли в главных ролях.
- 1975 — советская космическая станция «Венера-9» совершила посадку на поверхность Венеры.
- 1977 — В центре Киева открыт монумент Великой Октябрьской Революции (демонтирован в 1991 году).
- 1980 — папа римский отменил вердикт 1633 года, осуждающий Галилея.
- 1982 — на экраны США вышел фильм «Рэмбо: Первая кровь» с Сильвестром Сталлоне в роли ветерана вьетнамской войны.
- 1987 — 47-летнему Иосифу Бродскому присуждена Нобелевская премия по литературе.
- 1990 — принят закон о суверенитете Кыргызстана.
- 1991 — Приднестровье объявило о своём членстве в обновлённом Союзе независимых государств.
- 1993 — космонавт Александр Серебров установил рекорд, в девятый раз выйдя в открытый космос.

### XXI век
- 2003 — гитарист и основатель группы Evanescence Бен Муди покинул состав группы.
- 2005 — катастрофа Boeing 737 в Лагосе.
- 2008 — Индия запустила космический зонд «Чандраян-1»
- 2009
  - Официальный выход Windows 7.
  - Лауреатами Премии имени Сахарова стали российские правозащитники и члены общества «Мемориал» Людмила Алексеева, Сергей Ковалёв и Олег Орлов
- 2012 — американский велогонщик Лэнс Армстронг формально лишён 7 титулов победителя Тур де Франс после обвинения в применении допинга.
- 2014 — стрельба на Парламентском холме Оттавы.
- 2015 — нападение на школу в Тролльхеттане.
- 2021 — на заводе «Эластик» под Рязанью из-за взрыва в пороховом цеху погибло 16 человек.
- 2022 — Джорджа Мелони стала первой в истории женщиной, возглавившей правительство Италии.

## Родились

### До XVIII века
- 1071 — Гильом IX (ум. 1126), герцог Аквитании.
- 1197 — император Дзюнтоку (ум. 1242), 84-й император Японии
- 1511 — Эразм Рейнгольд (ум. 1553), немецкий астроном и математик.
- 1592 — Густав Горн (ум. 1657), шведский политик, фельдмаршал.
- 1659 — Георг Эрнст Шталь (ум. 1734), немецкий врач и химик.
- 1689 — Жуан V (ум. 1750), король Португалии.

### XVIII век
- 1729 — Иоганн Рейнгольд Форстер (ум. 1798), немецкий путешественник и натуралист.
- 1761 — Антуан Барнав (казнён в 1793), французский политический деятель, революционер.
- 1781 — Людовик Жозеф (ум. 1789), второй ребёнок и старший сын короля Франции Людовика XVI и Марии Антуанетты.
- 1783 — Константин Самюэль Рафинеск (ум. 1840), американский натуралист, зоолог.
- 1785 — Дмитрий Ахшарумов (ум. 1837), российский военный историк, генерал-майор.
- 1792 — Александр Княжевич (ум. 1872), русский государственный деятель, министр финансов (1858—1859), сенатор, член Госсовета.
- 1800 — графиня Наталия Строганова (ум. 1855), фрейлина русского двора, хозяйка салона, близкая знакомая А. С. Пушкина.

### XIX век
- 1811 — Ференц Лист (ум. 1886), венгерский композитор, пианист, дирижёр.
- 1818 — Козьма Солдатенков (ум. 1901), русский фабрикант, книгоиздатель, меценат.
- 1844 — Сара Бернар (при рожд. Генриет Розин Бернар; ум. 1923), французская актриса.
- 1869 — Филипп Малявин (ум. 1940), художник, представитель русского импрессионизма.
- 1870
  - Иван Бунин (ум. 1953), русский писатель, лауреат Нобелевской премии (1933).
  - Фаддей Цеслевский (старший)[пол.] (ум. 1956), польский художник.
- 1881 — Клинтон Джозеф Дэвиссон (ум. 1958), американский физик, лауреат Нобелевской премии (1937).
- 1884 — Николай Клюев (расстрелян в 1937), русский поэт.
- 1887 — Джон Рид (ум. 1920), американский журналист, один из организаторов Коммунистической партии США.
- 1894 — Мэй Ланьфан (ум. 1961), китайский артист, исполнитель ролей женского амплуа «дань» в Пекинской опере.
- 1896
  - Жозе Лейтан ди Барруш (ум. 1967), португальский кинорежиссёр-документалист.
  - Яков Федоренко (ум. 1947), советский военачальник, маршал бронетанковых войск.
- 1898
  - Дамасо Алонсо (ум. 1990), испанский поэт, переводчик, филолог.
  - Бедржих Шупчик (ум. 1957), чехословацкий гимнаст, олимпийский чемпион в лазании по канату (1928).
- 1899 — Николай Боголюбов (ум. 1980), актёр театра, кино и дубляжа, народный артист РСФСР.
- 1900 — Эдвард Стеттиниус (ум. 1949), руководитель программы ленд-лиза, 48-й Госсекретарь США.

### XX век
- 1903 — Джордж Уэлс Бидл (ум. 1989), американский генетик, лауреат Нобелевской премии (1958).
- 1905
  - Жозеф Косма (ум. 1969), французский композитор.
  - Яков Шведов (ум. 1984), русский советский писатель и поэт-песенник.
  - Карл Янский (ум. 1950), американский физик и инженер, пионер радиоастрономии.
- 1907 — Гюнтер Трептов[англ.] (ум. 1981), немецкий оперный певец, тенор.
- 1913
  - Бао Дай (ум. 1997), последний император Вьетнама (1925—1945).
  - Роберт Капа (наст. имя Эндре Эрнё Фридман; погиб в 1954), венгерский фотодокументалист.
- 1915 — Владо Багат (погиб в 1944), партизан, Народный герой Югославии.
- 1917 — Джоан Фонтейн (при рожд. Джоан де Бовуар де Хэвилленд; ум. 2013), англо-американская актриса, обладательница премии «Оскар».
- 1918 — Елеазар Мелетинский (ум. 2005), советский и российский филолог, исследователь исторической поэтики.
- 1919 — Дорис Лессинг (ум. 2013), английская писательница-фантаст, лауреат Нобелевской премии (2007).
- 1920 — Тимоти Лири (ум. 1996), американский психолог, исследователь психоделических препаратов.
- 1921 — Жорж Брассенс (ум. 1981), французский поэт, композитор и шансонье.
- 1922 — Мервин Леонард Гольдбергер (ум. 2014), американский физик-теоретик, академик.
- 1923 — Николай Доризо (ум. 2011), российский и советский поэт-лирик, песенник, драматург.
- 1924 — Абдижамил Нурпеисов (ум. 2022), казахский советский писатель и переводчик.
- 1925
  - Евгений Винокуров (ум. 1993), русский советский поэт, переводчик.
  - Роберт Раушенберг (ум. 2008), американский художник, основоположник поп-арта.
- 1926 — Спартак Мишулин (ум. 2005), актёр театра, кино и телевидения, народный артист РСФСР.
- 1929 — Лев Яшин (ум. 1990), советский футбольный вратарь, олимпийский чемпион (1956), чемпион Европы (1960).
- 1930
  - Вилен Калюта (ум. 1999), советский и украинский кинооператор.
  - Антра Лиедскалныня (ум. 2000), советская и латвийская актриса театра и кино.
- 1932 — Станислав Самсонов (ум. 2006), советский офицер-подводник, капитан 1-го ранга, участник первого в истории ВМФ трансокеанского перехода атомных подводных лодок, Герой Советского Союза.
- 1933 — Игорь Добролюбов (ум. 2010), советский и белорусский актёр театра и кино, кинорежиссёр, сценарист, педагог.
- 1934 — Георгий Юнгвальд-Хилькевич (ум. 2015), советский и российский кинорежиссёр, сценарист, художник-постановщик, продюсер.
- 1935 — Борис Олейник (ум. 2017), советский и украинский поэт, общественный деятель.
- 1938 — Кристофер Ллойд, американский актёр кино и телевидения, обладатель трёх премий «Эмми».
- 1939 — Жоаким Чиссано, второй президент Мозамбика (1986—2005).
- 1943
  - Ян де Бонт, нидерландский и американский кинорежиссёр, продюсер, оператор.
  - Катрин Денёв (при рожд. Катрин Фабьен Дорлеак), французская актриса и певица, обладательница премий «Сезар» и др.
  - Александр Кабаков (ум. 2020), российский писатель, сценарист, публицист, колумнист.
- 1944 —  Александр Калинин (ум. 2025), советский и российский тренер по конькобежному спорту, заслуженный тренер СССР.
- 1946 — Робертино Лорети, итальянский певец.
- 1947 — Годфри Читалу (погиб в 1993), замбийский футболист и тренер.
- 1948 — Сергей Рогов (ум. 2025), советский и российский политолог.
- 1949 — Арсен Венгер, французский футболист и тренер.
- 1950 — Виктор Звягинцев (ум. 2022), советский футболист, бронзовый призёр Олимпийских игр (1976), тренер, арбитр.
- 1952 — Джефф Голдблум, американский киноактёр.
- 1963
  - Брайан Бойтано, американский фигурист, олимпийский чемпион (1988), двукратный чемпион мира.
  - Сергей Маховиков, советский и российский актёр, певец, автор песен, кинорежиссёр, телеведущий.
- 1964 — Дражен Петрович (погиб в 1993), югославский и хорватский баскетболист, чемпион мира (1990) и Европы (1989).
- 1965 — Валерия Голино, итальянская киноактриса, кинорежиссёр и сценарист.
- 1966
  - Юрий Арбачаков, советский и российский боксёр, чемпион Европы и мира среди любителей (1989).
  - Татьяна Овсиенко, советская и российская певица, заслуженная артистка РФ.
- 1967
  - Уна Кинг, британская женщина-политик.
  - Ульрике Майер (погибла в 1994), австрийская горнолыжница, двукратная чемпионка мира (1989, 1991).
- 1968 — Андрей Кобелев, советский и российский футболист, тренер.
- 1970
  - Винстон Богард, нидерландский футболист, победитель Лиги чемпионов (1995).
  - Александр Демидов, российский актёр театра и кино, один из основателей комического театра «Квартет И»
  - Абрахам Олано, испанский велосипедист, победитель Вуэльты-98, двукратный чемпион мира (1995, 1998).
- 1974 — Мирослав Шатан, словацкий хоккеист, чемпион мира (2002), обладатель Кубка Стэнли.
- 1975 — Мичел Сальгадо, испанский футболист, двукратный победитель Лиги чемпионов УЕФА.
- 1978 — Часве Нсофва (ум. 2007), замбийский футболист.
- 1982 — Марк Реншоу, австралийский велогонщик.
- 1985 — Деонтей Уайлдер, американский боксёр, чемпион мира по версии WBC (2015—2020).
- 1987
  - Тики Гелана, эфиопская бегунья, олимпийская чемпионка в марафоне (2012).
  - Миккель Хансен, датский гандболист, двукратный олимпийский чемпион (2016, 2024), трёхкратный чемпион мира.
- 1992 — Шайя Бин Эйбрахам-Джозеф (21 Savage), американский рэпер, автор песен и музыкальный продюсер.
- 1994 — Анна Кошмал, украинская актриса и певица.
- 1995 — Чэнь Айсэнь, китайский прыгун в воду, двукратный олимпийский чемпион.
- 1996 — Йоханнес Хёсфлот Клебо, норвежский лыжник, 5-кратный олимпийский чемпион, 9-кратный чемпион мира.

## Скончались

### До XX века
- 1725 — Алессандро Скарлатти (р. 1660), итальянский композитор, родоначальник неаполитанской оперной школы.
- 1818 — Иоахим Генрих Кампе (р. 1746), немецкий педагог, издатель, писатель и филолог.
- 1828 — Карл Мак фон Лайберих (р. 1752), австрийский генерал-фельдмаршал.
- 1835 — Устим Кармелюк (р. 1787), предводитель крестьянского движения в Подольской губернии.
- 1859 — Луи (Людвиг) Шпор (р. 1784), немецкий композитор, скрипач-виртуоз, дирижёр и педагог, первым применивший дирижёрскую палочку.
- 1871 — Родерик Импи Мурчисон (р. 1792), английский геолог, давший названия периодам ранней палеозойской эры: силур, девон и пермь, по названиям мест, где проводил свои исследования.
- 1882 — Янош Арань (р. 1817), венгерский поэт.
- 1883 — Майн Рид (р. 1818), английский писатель.
- 1891 — Амвросий Оптинский (р. 1812), иеромонах, старец Оптиной пустыни.

### XX век
- 1906 — Поль Сезанн (р. 1839), французский художник-постимпрессионист.
- 1915 — Вильгельм Виндельбанд (р. 1848), немецкий философ и историк философии.
- 1918 — Дмитрий Дубяго (р. 1849), астроном, основатель Казанской обсерватории.
- 1935 — Комитас (настоящее имя Согомон Согомонян, р. 1869), армянский композитор-классик.
- 1958 — Мстислав Пащенко (р. 1901), кинорежиссёр и художник-мультипликатор.
- 1960 — Александр Матвеев (р. 1878), русский советский скульптор, искусствовед, педагог.
- 1962 — Самуил Фейнберг (р. 1890), пианист, музыкальный педагог и композитор, заслуженный деятель искусств РСФСР.
- 1965 — Пауль Тиллих (р. 1886), немецко-американский протестантский теолог и философ.
- 1969 — Александр Неусыхин (р. 1898), советский историк-медиевист.
- 1973 — Пау (Пабло) Казальс (р. 1876), каталонский виолончелист, композитор и дирижёр.
- 1975 — Арнольд Джозеф Тойнби (р. 1889), английский историк и социолог.
- 1979 — Надя Буланже (р. 1887), французский дирижёр и педагог.
- 1984 — Вадим Кожевников (р. 1909), русский советский писатель, журналист, военный корреспондент.
- 1986 — Альберт Сент-Дьёрди (р. 1893), американский биохимик, лауреат Нобелевской премии (1937).
- 1987
  - 1987 — Старостин, Андрей Петрович (р. 1906), советский футболист.
  - 1987 — Лино Вентура (р. 1919), французский киноактёр.
- 1990
  - Николай Рыбников (р. 1930), актёр, народный артист РСФСР.
  - Луи Альтюссер (р. 1918), французский философ-неомарксист.
- 1992 — Кливон Литтл (р. 1939), американский актёр.
- 1992 — Аркадий Чернышёв (р. 1914), советский футболист, хоккеист и хоккейный тренер.
- 1994 — Ролло Мэй (р. 1909), американский психолог, основатель экзистенциональной психотерапии.
- 1995
  - Кингсли Эмис (р. 1922), английский писатель.
  - Мэри Уикс (р. 1910), американская актриса.
- 1996 — Сергей Рытов (р. 1908), советский учёный, специалист в области радиофизики.
- 1997 — Леонид Амальрик (р. 1905), советский режиссёр-мультипликатор.
- 1999 — Василий Захарченко (р. 1915), писатель, главный редактор журнала «Техника — молодёжи».

### XXI век
- 2001 — Георгий Вицин (р. 1917), актёр театра и кино, народный артист СССР.
- 2002 — Ричард Хелмс (р. 1913), директор ЦРУ в 1966—1973 гг.
- 2007 — Ева Дениза Кюри (р. 1904), французская и американская пианистка, писательница, журналистка, музыкальный критик и общественный деятель.
- 2016 — Валерия Заклунная (р. 1942), актриса театра и кино, народная артистка России и Украины.
- 2021 — Вячеслав Веденин (род. 1941), советский лыжник, двукратный олимпийский чемпион.
- 2024 — Аннели Эрхардт (р. 1950), восточногерманская (ГДР) легкоатлетка, барьеристка, чемпионка Олимпийских игр (1972), чемпионка Европы (1974).

## Приметы
Яков Студёный — считается, что в этот день чаще идут осадки в виде крупы или пороши. «Яков белую крупицу на землю посылает, тропы остужает, день карнает».
Яков Древопилец — пора заготовки дров на зиму. «Осеннее полено горит жарко, вешнее и летнее ему не чета, спорины в них нет».